# Itapetinga Airport
Itapetinga Airport är en flygplats i Brasilien.   Den ligger i kommunen Itapetinga och delstaten Bahia, i den östra delen av landet, 800 km öster om huvudstaden Brasília. Itapetinga Airport ligger 267 meter över havet.
Terrängen runt Itapetinga Airport är huvudsakligen platt. Itapetinga Airport ligger nere i en dal. Närmaste större samhälle är Itapetinga, 3,2 km öster om Itapetinga Airport.
Omgivningarna runt Itapetinga Airport är huvudsakligen savann. Runt Itapetinga Airport är det ganska glesbefolkat, med 45 invånare per kvadratkilometer.